# Yacimiento epipaleolítico de parque Darwin

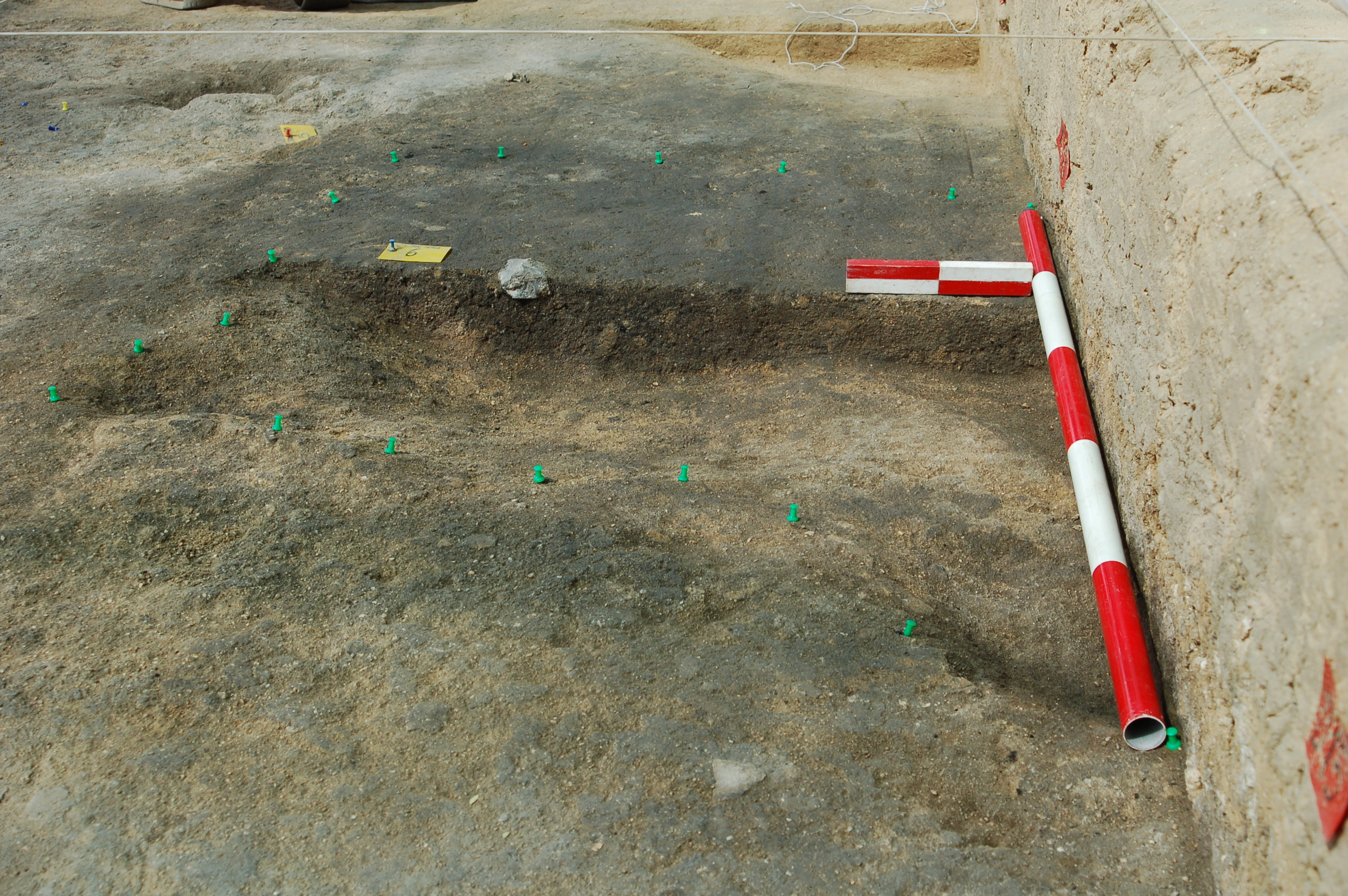
Se observa la excavación de una pastilla de hogar.

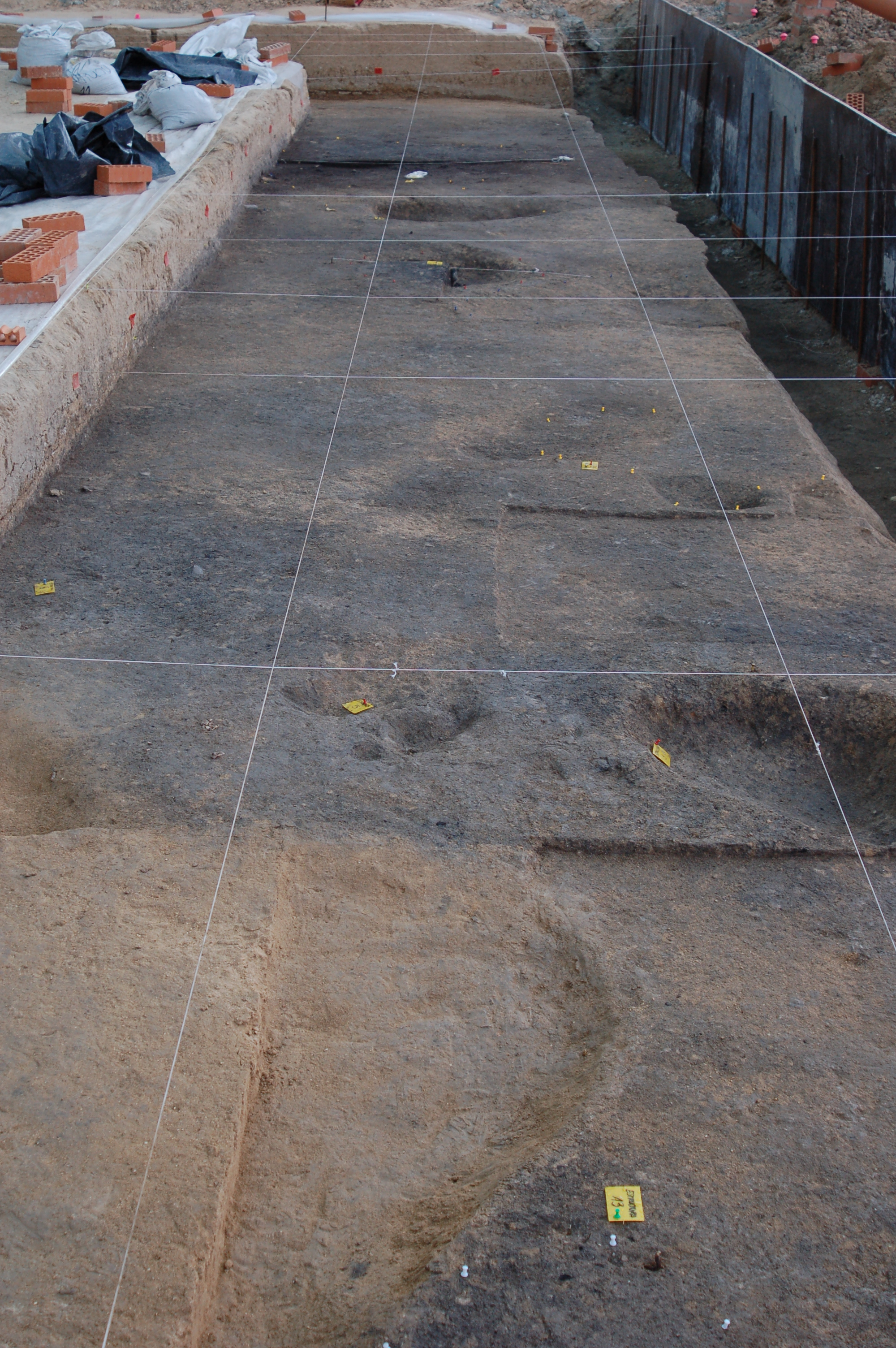
Excavaciones del yacimiento en 2006.

El yacimiento epipaleolítico de parque Darwin es un yacimiento arqueológico situado en el barrio de Moratalaz de Madrid cuyos restos corresponden al periodo Epipaleolítico. Fue excavado en la primera década del siglo XXI por un equipo formado por miembros de la Universidad Autónoma de Madrid y de la empresa Audema. Estos últimos fueron los descubridores del yacimiento preparando el terreno para los trabajos de unión de la carretera de Valencia, A-3, con la M-30.
Ocupa la zona aluvial de la confluencia de los arroyos de las Moreras y del Abroñigal, este segundo es el que discurría en dirección norte-sur por lo que ahora es la M-30.
Entre los restos encontrados se encuentra industria lítica, huesos (la fauna asociada es de liebres, jabalíes y conejos), pastillas de hogar y algo de industria ósea. La antigüedad ronda los 9500 años, según dataciones de carbono 14, y podría ser uno de los primeros asentamientos de la península ibérica fuera de abrigos o cuevas, conservándose restos que se han interpretado como una vivienda alrededor del fuego.